# Esquí alpí als Jocs Olímpics d'hivern de 1948 - Descens femení
Als Jocs Olímpics d'Hivern de 1948 celebrats a la ciutat de Sankt Moritz (Suïssa) es disputà una prova de descens d'esquí alpí en categoria femenina que formà part del programa d'esquí alpí als Jocs.
La competició se celebrà el dia 2 de febrer de 1948 a les instal·lacions d'equí alpí de Sankt Moritz.

## Comitès participants
Hi participaren un total de 37 esquiadors d'11 comitès nacionals diferents.
| - Àustria (5) - Canadà (1) - Estats Units (6) - França (6) - Hongria (1) - Itàlia (3) |  | - Noruega (2) - Regne Unit (4) - Suècia (1) - Suïssa (6) - Txecoslovàquia (2) |

## Resum de medalles
| Or               | Argent       | Bronze        |
| Hedy Schlunegger | Trude Beiser | Resi Hammerer |

## Resultats
Aquesta sèrie fou utilitzada posteriorment per elaborar la puntuació final de la combinada nòrdica femenina.
| Posició | Esquiadora                  | Temps  | Dif.  |
| ------- | --------------------------- | ------ | ----- |
| 1       | Hedy Schlunegger            | 2:28.3 |       |
| 2       | Trude Beiser                | 2:29.1 | +0.8  |
| 3       | Resi Hammerer               | 2:30.2 | +1.9  |
| 4       | Celina Seghi                | 2:31.1 | +2.8  |
| 5       | Lina Mittner                | 2:31.2 | +2.9  |
| 6       | Suzanne Thiollière          | 2:31.4 | +3.1  |
| 7       | Laila Schou Nilsen          | 2:32.4 | +4.1  |
| 7       | Françoise Gignoux           | 2:32.4 | +4.1  |
| 9       | Rosemarie Bleuer            | 2:33.3 | +5.0  |
| 10      | Lucienne Schmidt-Couttet    | 2:35.2 | +6.9  |
| 11      | Antoinette Meyer            | 2:35.4 | +7.1  |
| 12      | Brynhild Grasmoen           | 2:36.0 | +7.7  |
| 13      | Gretchen Fraser             | 2:37.1 | +8.8  |
| 14      | Irène Molitor               | 2:37.2 | +8.9  |
| 14      | Alexandra Nekvapilová       | 2:37.2 | +8.9  |
| 16      | Annelore Zückert            | 2:38.4 | +10.1 |
| 17      | Anneliese Schuh-Proxauf     | 2:39.0 | +10.7 |
| 18      | May Nilsson                 | 2:39.1 | +10.8 |
| 19      | Erika Mahringer             | 2:39.3 | +11.0 |
| 20      | Ruth-Marie Stewart          | 2:42.0 | +13.7 |
| 21      | Fernande Bayetto            | 2:43.1 | +14.8 |
| 22      | Rebecca Cremer              | 2:44.2 | +15.9 |
| 23      | Borghild Niskin             | 2:44.4 | +16.1 |
| 23      | Olivia Ausoni               | 2:45.1 | +16.8 |
| 25      | Božena Moserová             | 2:46.1 | +17.8 |
| 26      | Sophie Nogler               | 2:47.0 | +18.7 |
| 27      | Isobel Roe                  | 2:47.3 | +19.0 |
| 28      | Paula Kann                  | 2:49.0 | +20.7 |
| 29      | Micheline Desmazières       | 2:50.2 | +21.9 |
| 30      | Rosemarie Sparrow           | 2:50.3 | +22.0 |
| 31      | Georgette Miller-Thiollière | 2:52.4 | +24.1 |
| 32      | Renata Carraretto           | 2:59.1 | +30.8 |
| 33      | Sheena Mackintosh           | 3:00.0 | +31.7 |
| 34      | Xanthe Ryder                | 3:01.4 | +33.1 |
| 35      | Andrea Mead                 | 3:03.1 | +34.8 |
| 36      | Anikó Iglói                 | 3:07.1 | +38.8 |
| 37      | Rhona Wurtele               | 3:26.1 | +57.8 |